# Repetice

Značka repetice

Repetice je v hudební teorii opakování nějaké části skladby a notová značka, která takové opakování vyznačuje. Ta se skládá ze dvou svislých čar a dvou teček ve směru, kde je zápis hudební části, která se má opakovat. V notách jsou obvykle nejméně dvě, výjimkou je opakování prvního úseku skladby, kdy se otevírací repetice nevyznačuje. Noty, které jsou mezi repeticemi, se zahrají dvakrát a pokračuje se dál. Pokud je opakovaná část skladby zakončena pokaždé jinak, vyznačí se alternativní závěry číslicí 1. pro první opakování a 2. (za symbolem ukončení repetice) pro druhé opakování: